# 蝴蝶邨
蝴蝶邨（英語：Butterfly Estate）是香港一個公共屋邨，位於新界屯門蝴蝶灣，興建於發展屯門新市鎮時進行填海工程所得出的土地之上。蝴蝶邨是其中一個罕見地採用英語意譯法命名（例如皇后山邨 Queen's Hill Estate和幸福邨 Fortune Estate）的香港公共屋邨，於1983年開始入伙，由香港房屋委員會管理，亦是香港唯一採用梯級型大廈的公共屋邨。邨內所有單位設計及面積完全相同，住戶以2-3人家庭為主（所有單位的面積均為24.93平方米），截至2021年12月31日住戶數目為5,300戶。

## 概要
蝴蝶邨分作六期發展，原本合共有24座不同建築設計之樓宇，並且一律為出租公屋。為了方便管理，房委會於1981年將蝴蝶邨第一至六期分拆成三個屋邨或屋苑，項目東面的第一及三期成爲湖景邨，北面的第五期則獲甄選撥作居屋發售，成爲兆山苑。剩餘的第二、四、六期為現時的蝴蝶邨。
邨內設有由領展管理的商場，名為蝴蝶廣場，亦設有街市，2015年2月曾關閉並進行提升翻新工程。2015年3月中公佈，該街市翻新完成後將正式命名為蝴蝶鮮活街市，2016年4月28日完成翻新，同年4月29日早上10時正式重開。冬菇亭熟食檔亦在2016年3月24日正式翻新，於2017年1月完成重開。

## 屋邨資料

### 樓宇
六座大廈結構上實為三幢建築物，兩座Y字形頭尾相連成「＞—＜」形，形狀與後期的X字型非標準設計大廈類似。 分別為蝶舞樓－蝶影樓、蝶翎樓－蝶心樓、蝶聚樓－蝶意樓。樓層高低有致，中軸最高，翼樓漸次向外降低，高空俯瞰像展翅的蝴蝶，配合屋邨的名稱。如此特別的梯級形設計綜觀香港公共屋邨乃是獨一無二。
| 樓宇名稱 （座號）           | 樓宇類型   | 落成年份 | 層數 | 每層伙數                                                        | 每座單位總數 （伙） | 建築師   | 承建商             | 原升降機廠商 | 2019年翻新後 的升降機廠商 | 期數                  |
| --------------------------- | ---------- | -------- | ---- | --------------------------------------------------------------- | ------------------- | -------- | ------------------ | ------------ | ------------------------- | --------------------- |
| 蝶心樓（第4座） （英語：Tip Sum House）  | 梯級型大廈 | 1983年   | 18   | 17（3樓） 68（4-9樓） 52（10-13樓） 36（14-17樓） 20（18-19樓） | 816                 | （待查） | 順成建築           | 美善高       | 三菱                      | 1 （原為蝴蝶邨第2期） |
| 蝶翎樓（第5座） （英語：Tip Ling House）  | 梯級型大廈 | 1983年   | 18   | 65（3樓） 68（4-9樓） 52（10-13樓） 36（14-17樓） 20（18-19樓） | 864                 | （待查） | 順成建築           | 美善高       | 三菱                      | 1 （原為蝴蝶邨第2期） |
| 蝶意樓（第6座） （英語：Tip Yee House）  | 梯級型大廈 | 1983年   | 18   | 68（2-9樓） 52（10-13樓） 36（14-17樓） 20（18-19樓）           | 1040                | （待查） | （待查）           | 美善高       | 三菱                      | 2 （原為蝴蝶邨第4期） |
| 蝶聚樓（第7座） （英語：Tip Chui House）  | 梯級型大廈 | 1983年   | 18   | 68（2-9樓） 52（10-13樓） 36（14-17樓） 20（18-19樓）           | 1040                | （待查） | （待查）           | 美善高       | 三菱                      | 2 （原為蝴蝶邨第4期） |
| 蝶舞樓（第8座） （英語：Tip Mo House）  | 梯級型大廈 | 1983年   | 18   | 68（2-9樓） 52（10-13樓） 36（14-17樓） 20（18-19樓）           | 1040                | （待查） | 朱祥興建築有限公司 | 美善高       | 三菱                      | 3 （原為蝴蝶邨第6期） |
| 蝶影樓 （第9座） （英語：Tip Ying House） | 梯級型大廈 | 1983年   | 18   | 68（2-9樓） 52（10-13樓） 36（14-17樓） 20（18-19樓）           | 1040                | （待查） | 朱祥興建築有限公司 | 美善高       | 三菱                      | 3 （原為蝴蝶邨第6期） |

（因第1-3座以及第10-12座已分拆為湖景邨，另外蝴蝶邨發展計劃第5期全部樓宇已經撥作居屋兆山苑，故此略去部份座號；以上座號以房屋署Estate Property記錄為依歸。）

### 設施
邨內設有多個設施，包括：
- 屋邨辦事處（蝶聚樓地下）

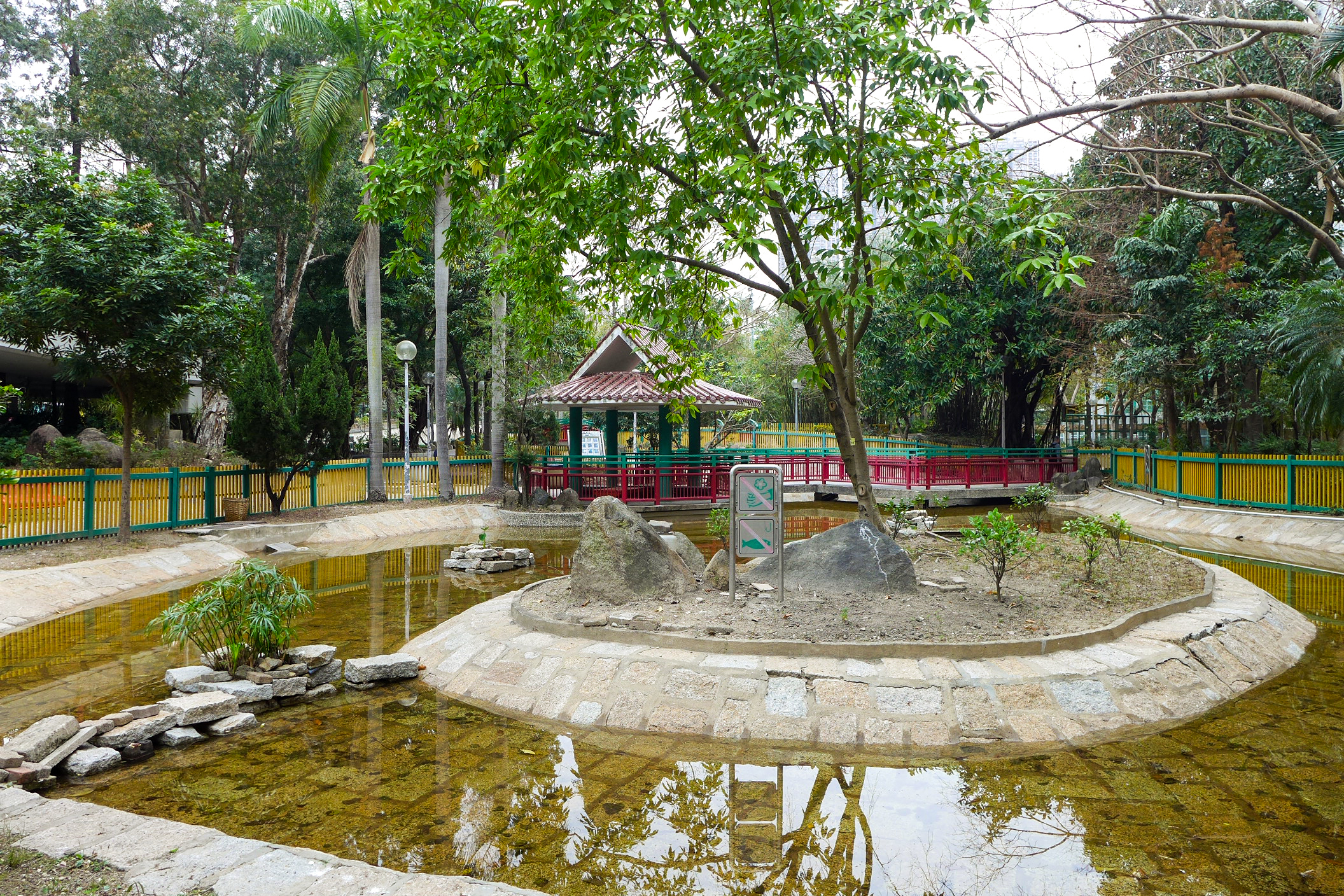
蝴蝶邨公園水池（2017年2月）

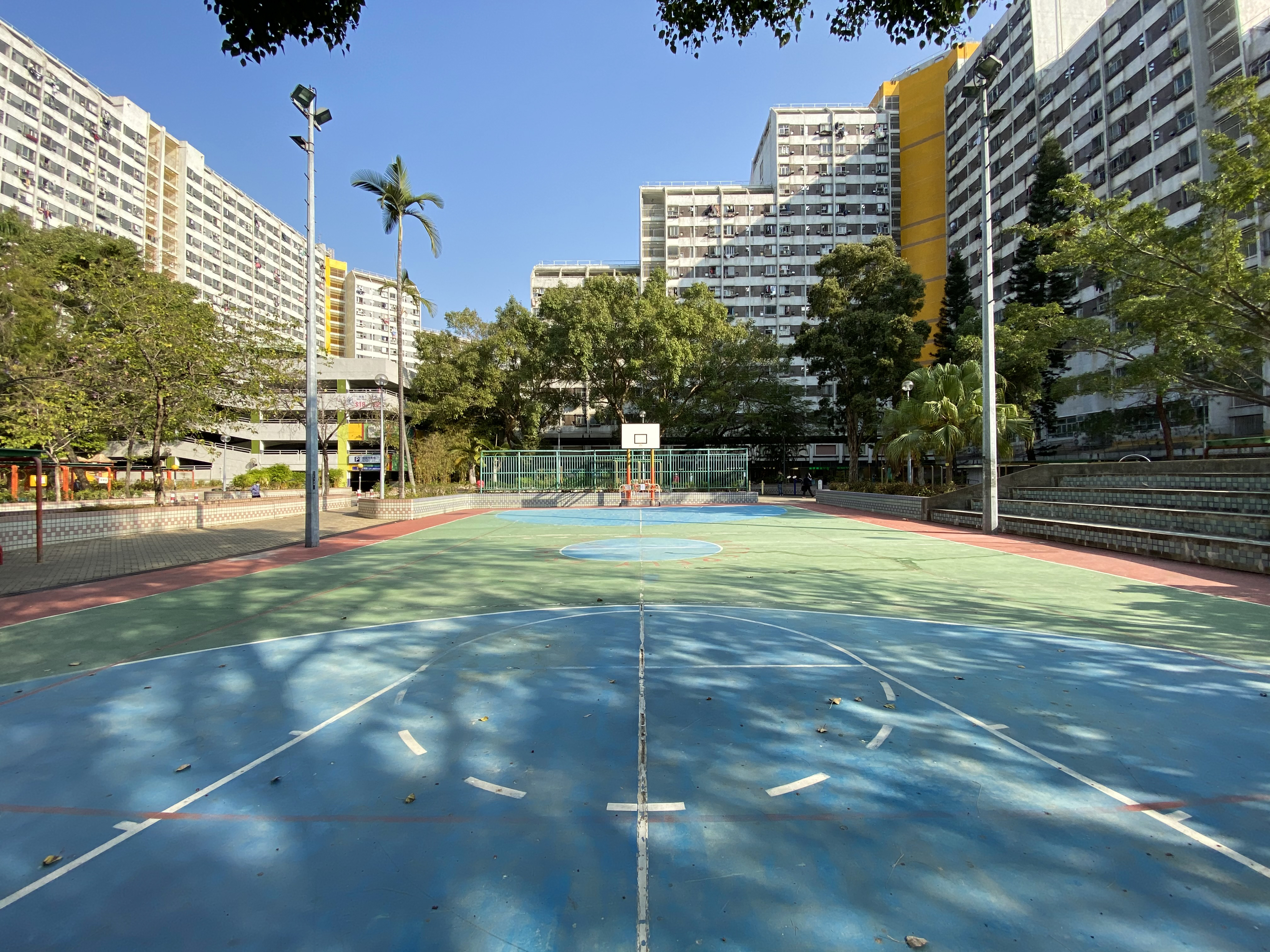
籃球場

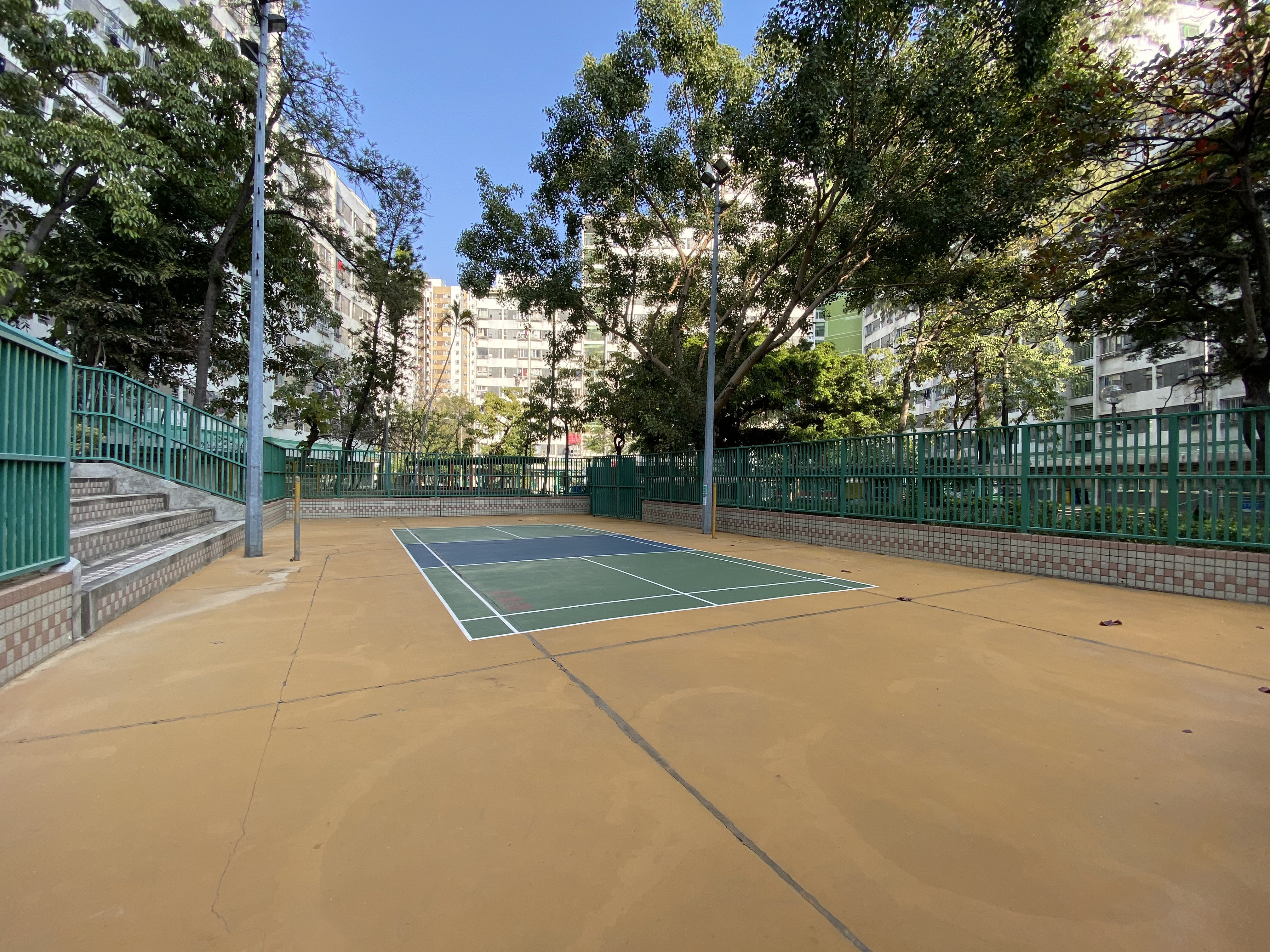
羽毛球場

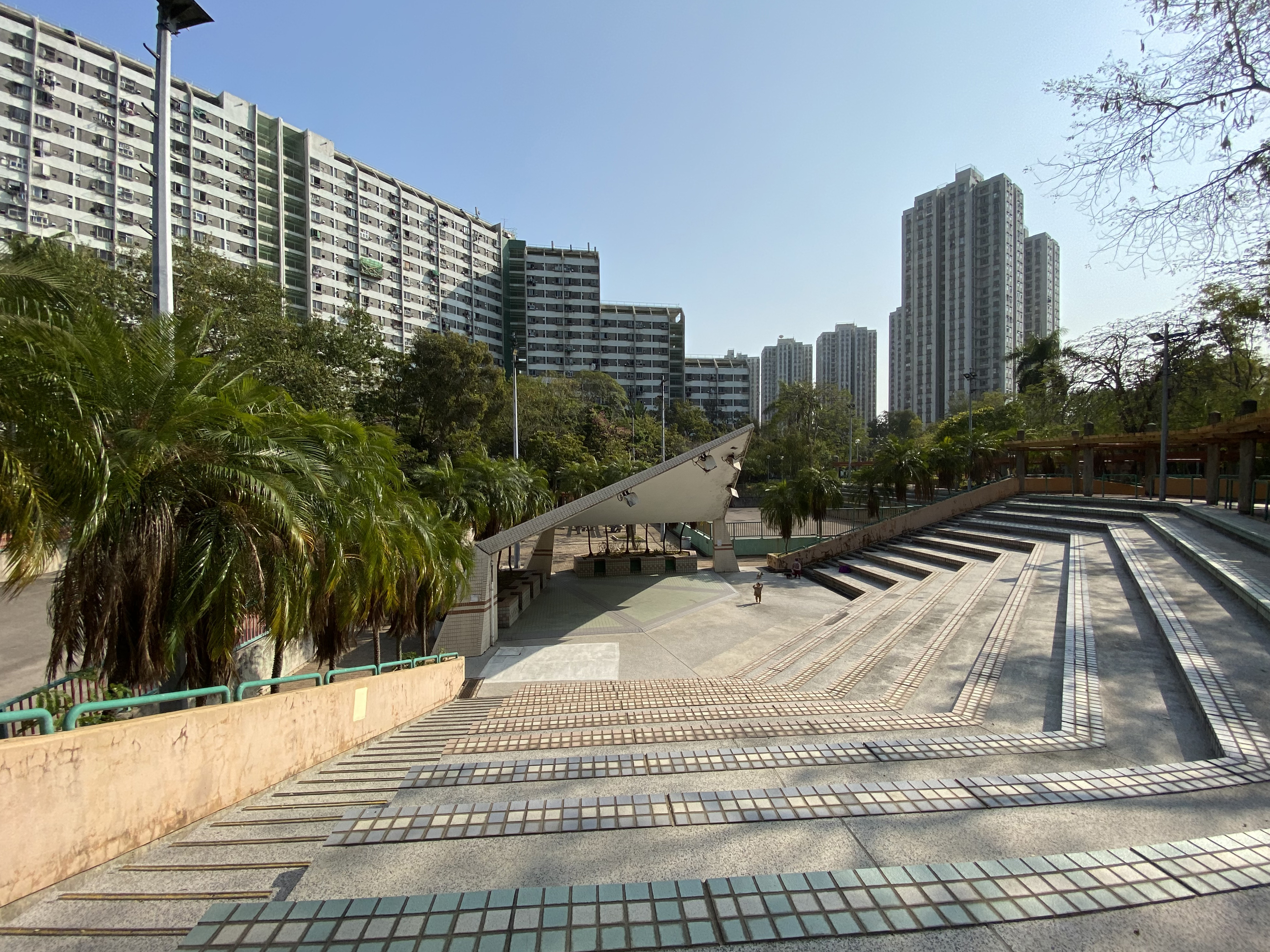
蝴蝶邨公園表演廣場

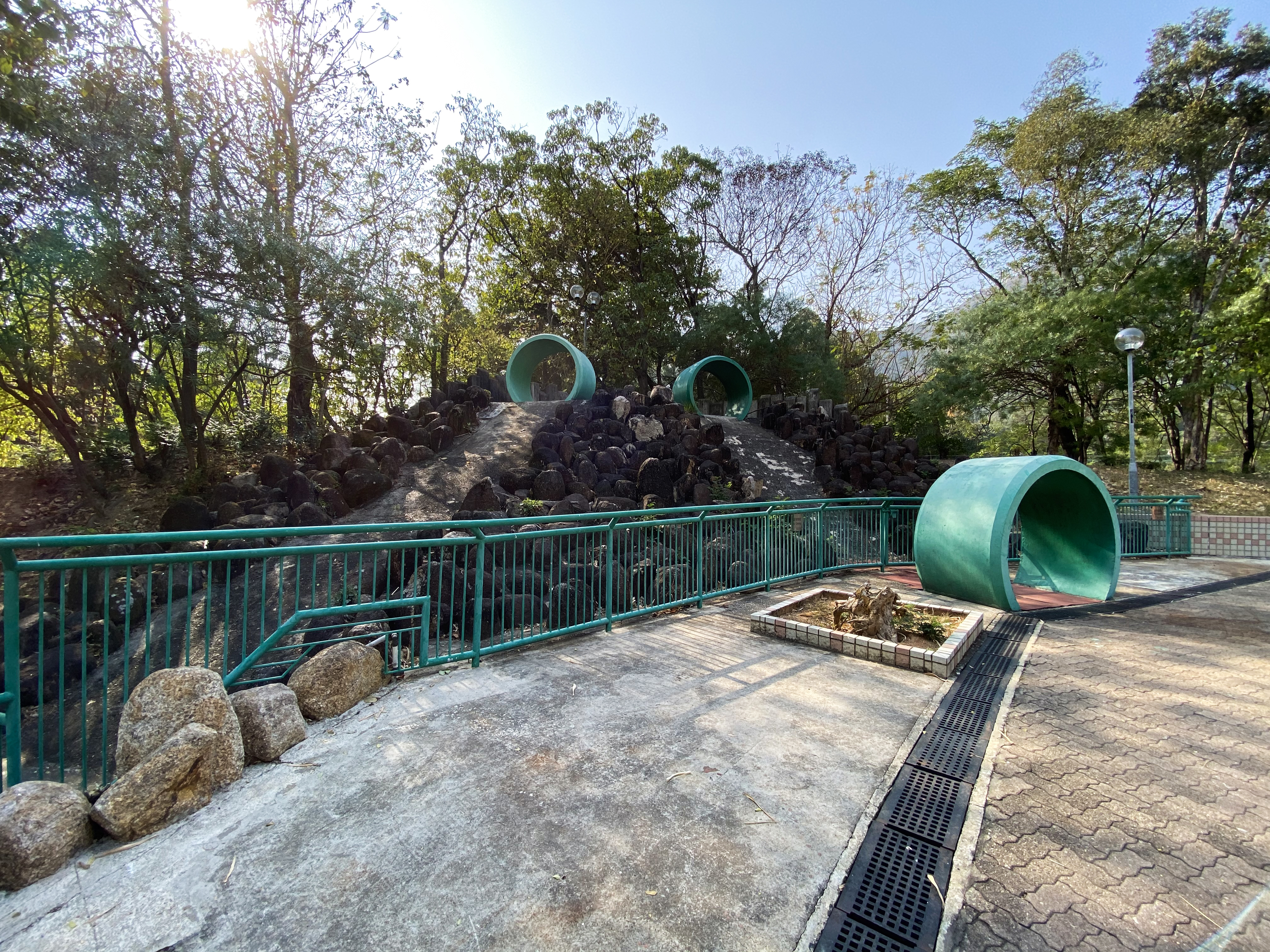
蝴蝶邨公園內原有的滑梯已經封閉多年

- 商場、熟食檔及街市（蝴蝶廣場／蝴蝶街市；蝶心樓及蝶翎樓基座，冬菇亭熟食檔；蝶意樓對出）
- 多層停車場（蝴蝶邨3號多層停車場）
- 社區中心及會堂（蝴蝶灣社區中心）
- 羽毛球場（近蝶翎樓商場天台、蝶影樓、蝶聚樓、蝶翎樓，冬菇亭外已拆）
- 籃球場（蝶翎樓、兆霖小學、近蝶翎樓商場天台、蝶心樓、仁德小學、五邑學校操場頂[註 2]）
- 排球場（近蝶心樓商場天台）
- 乒乓球桌（近蝶心樓商場天台、蝶翎樓）
- 滾軸溜冰場（近蝶心樓商場天台）
- 多個長者健身設施
- 兒童遊樂場（蝶舞樓、蝶影樓、蝶聚樓、蝶意樓）
- 卵石路步行徑（蝶翎樓）
- 圖書館（蝴蝶公共圖書館；蝶聚樓地下）
- 郵政局（蝴蝶郵政局；街市內）
- 噴水池（街市正門外）

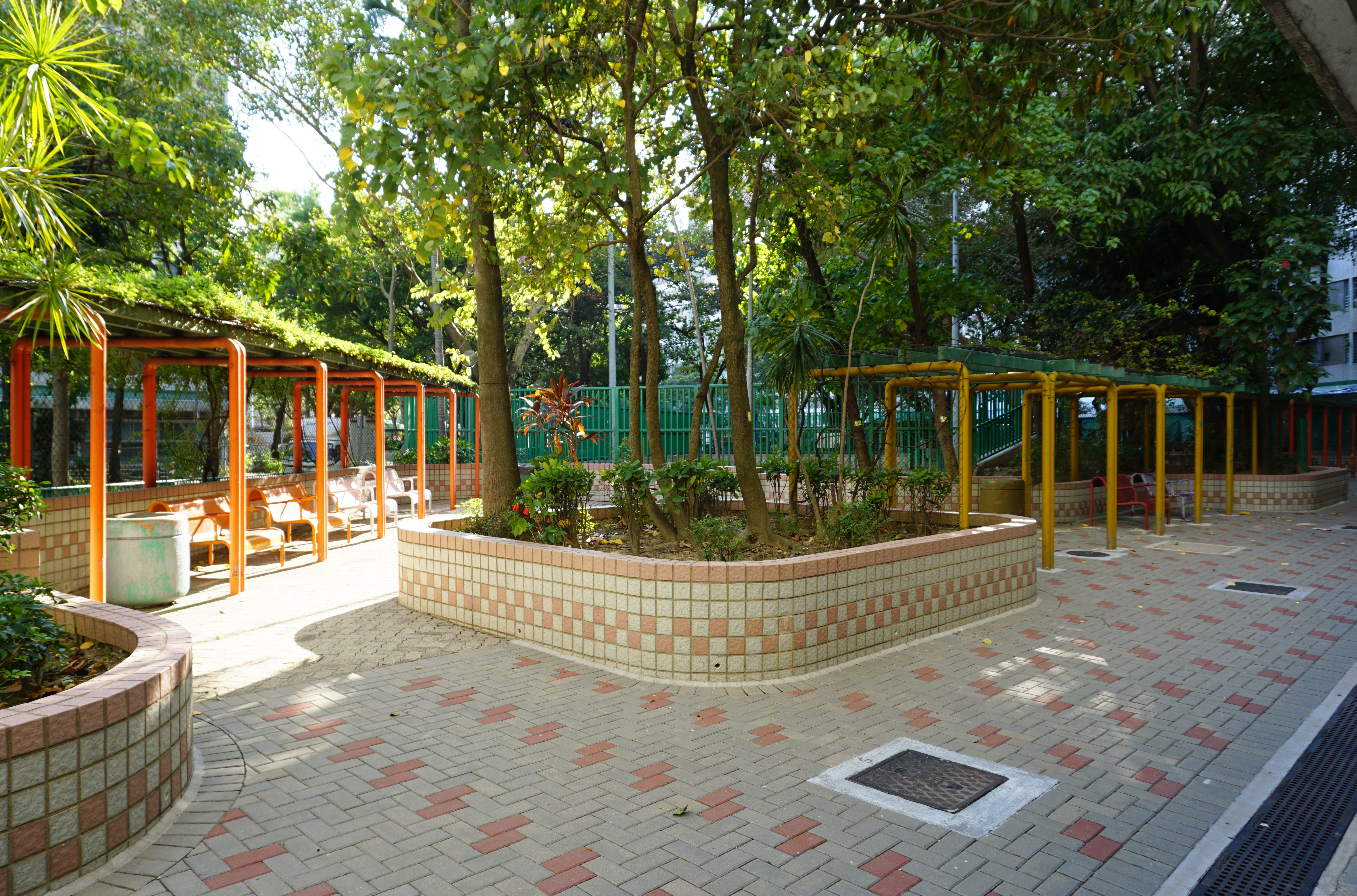
休憩區
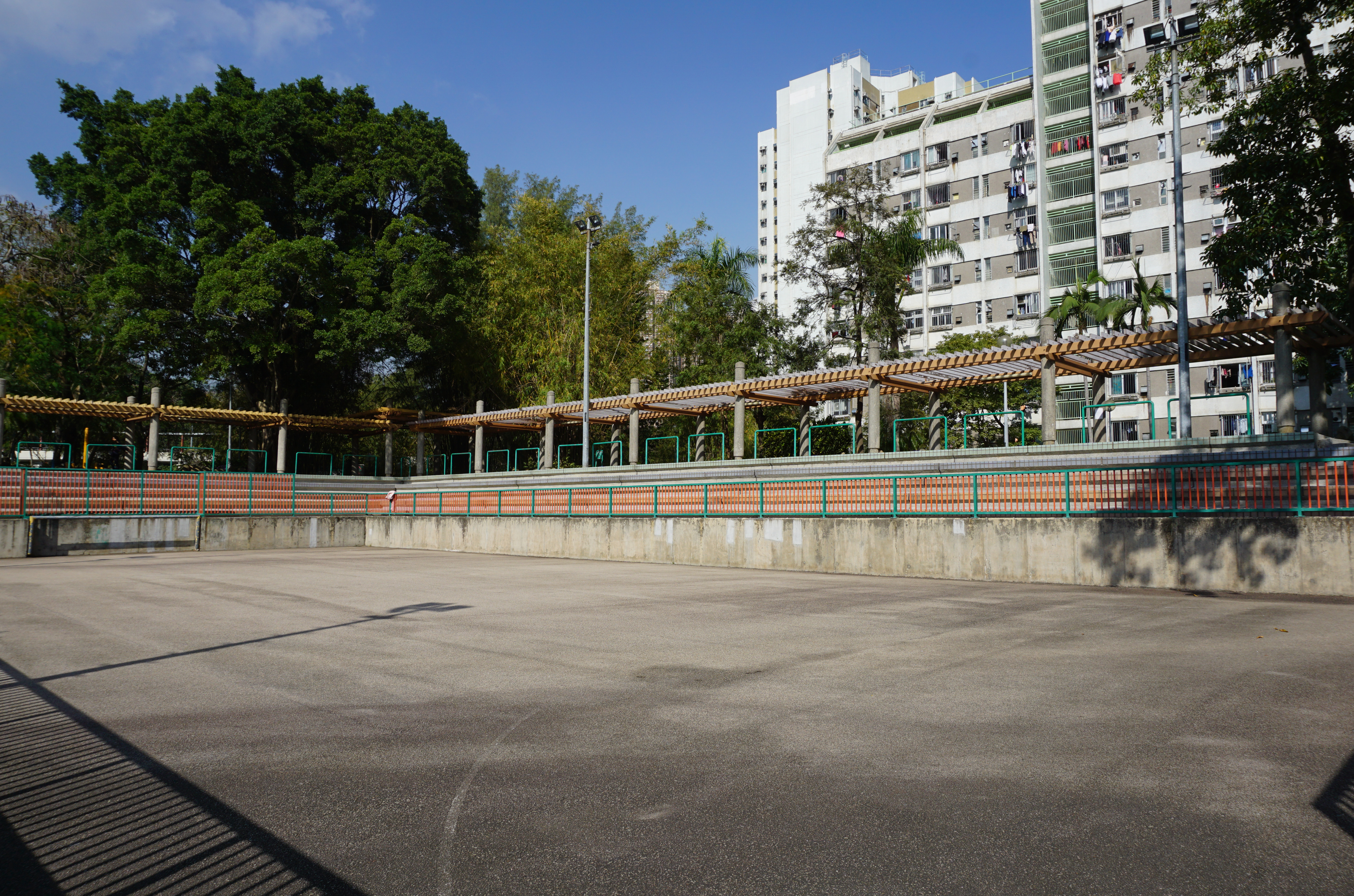
足球場
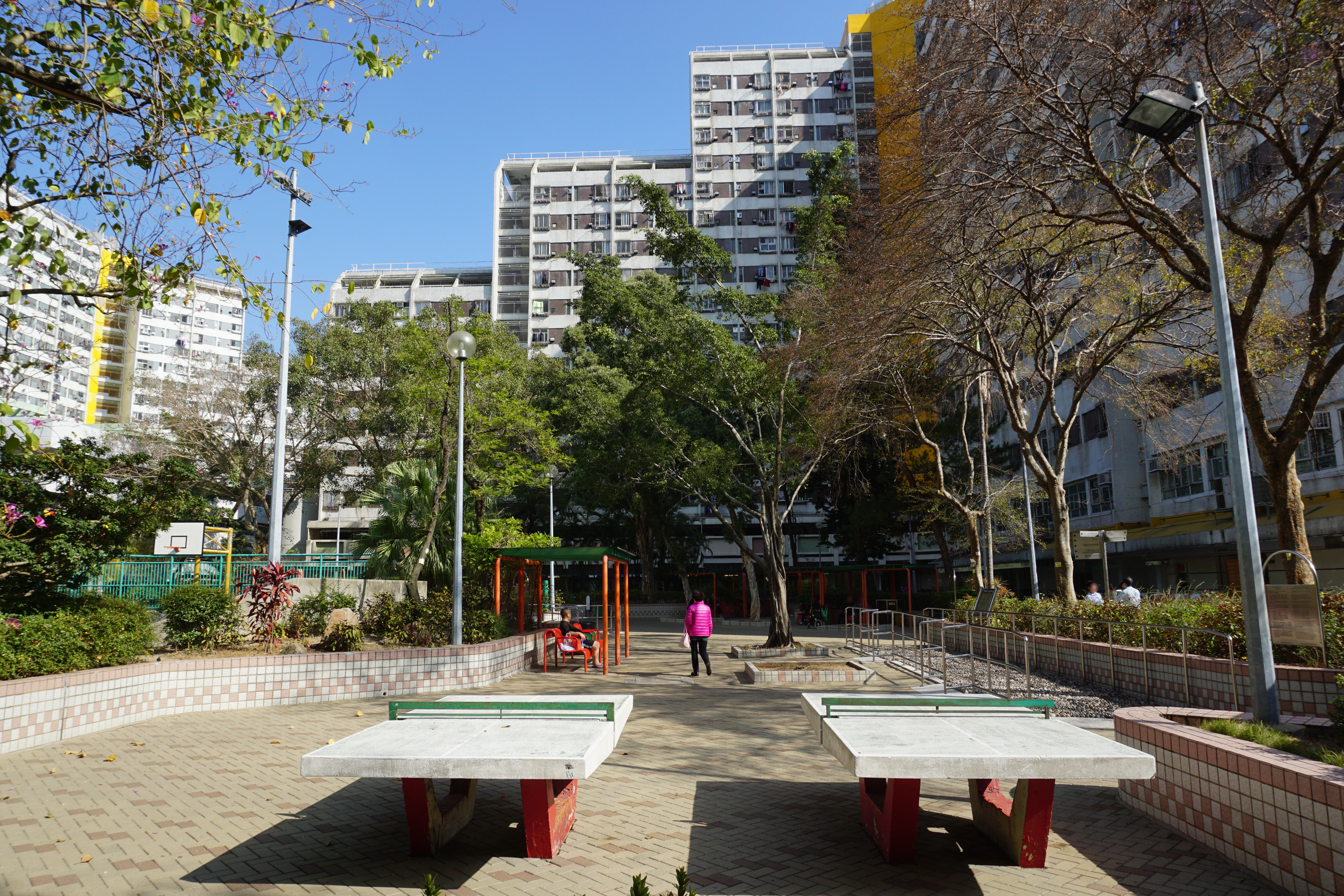
乒乓球檯及卵石路步行徑
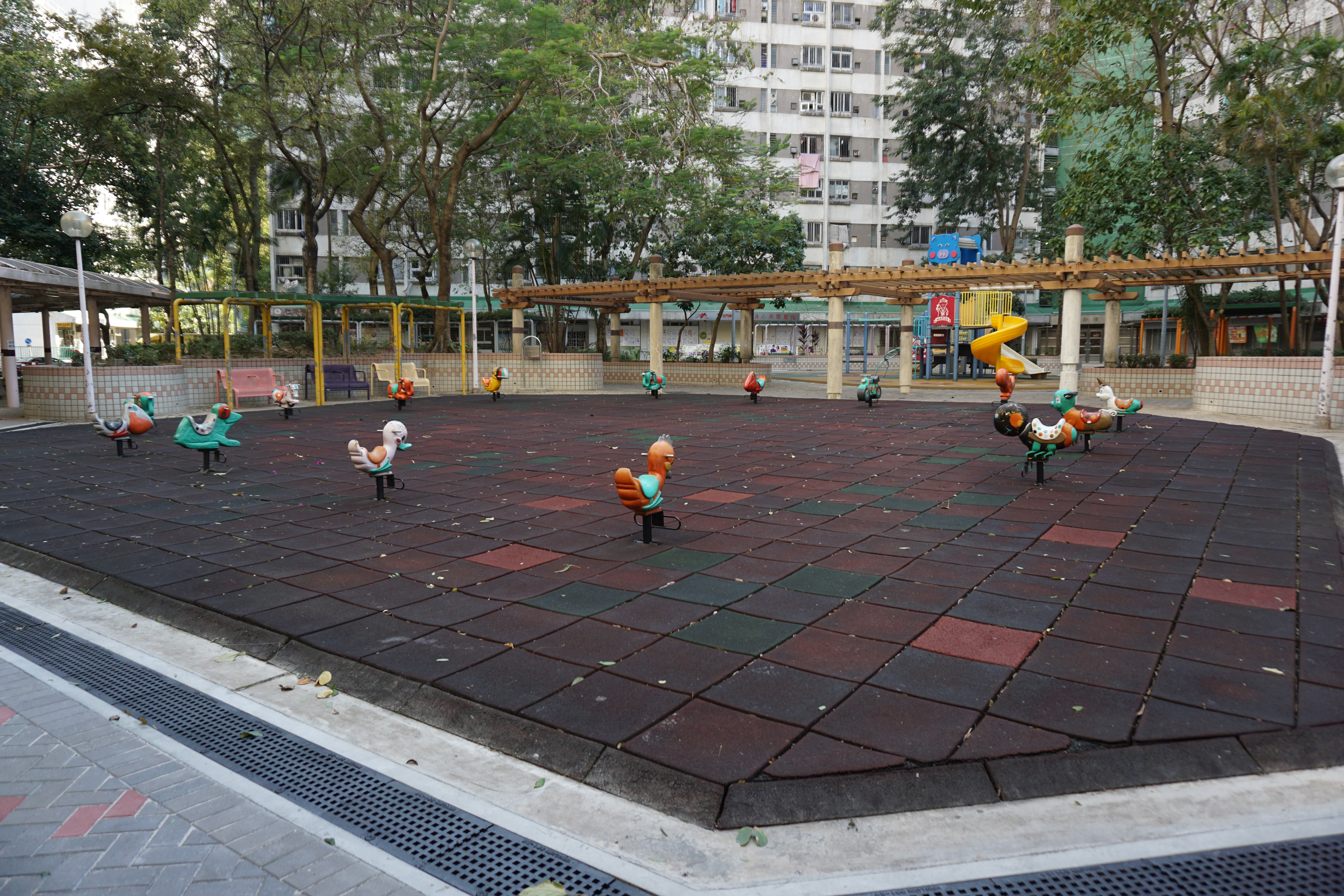
兒童遊樂場
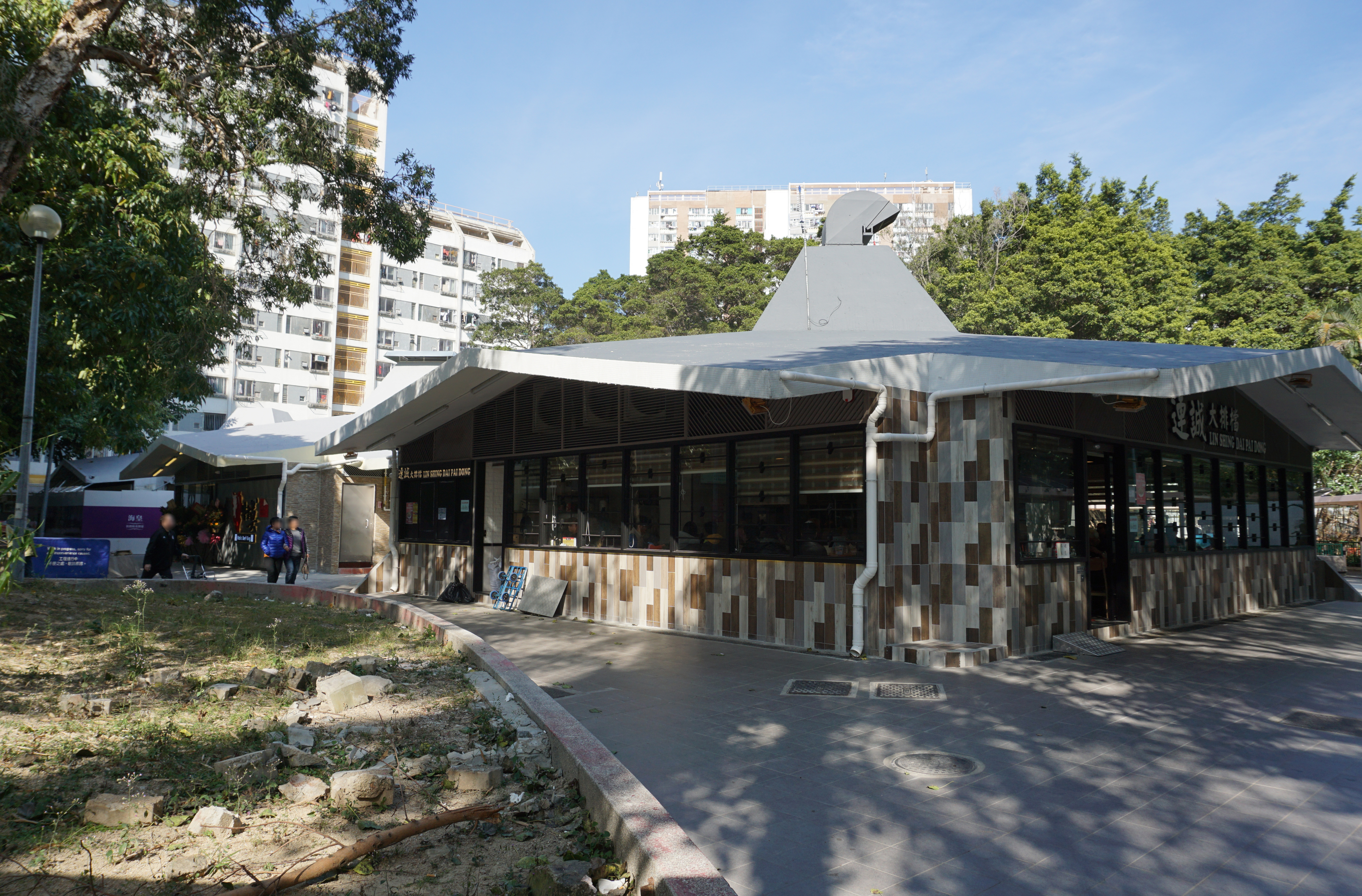
冬菇亭熟食檔

而屋邨蝶舞樓、蝶影樓至兆山苑外圍位置設“蝴蝶邨公園”，設施包括表演廣場、附設魚池的中式園林、兒童遊樂場、緩跑徑、兩個籃球場和足球場、一個壁球場和洗手間。

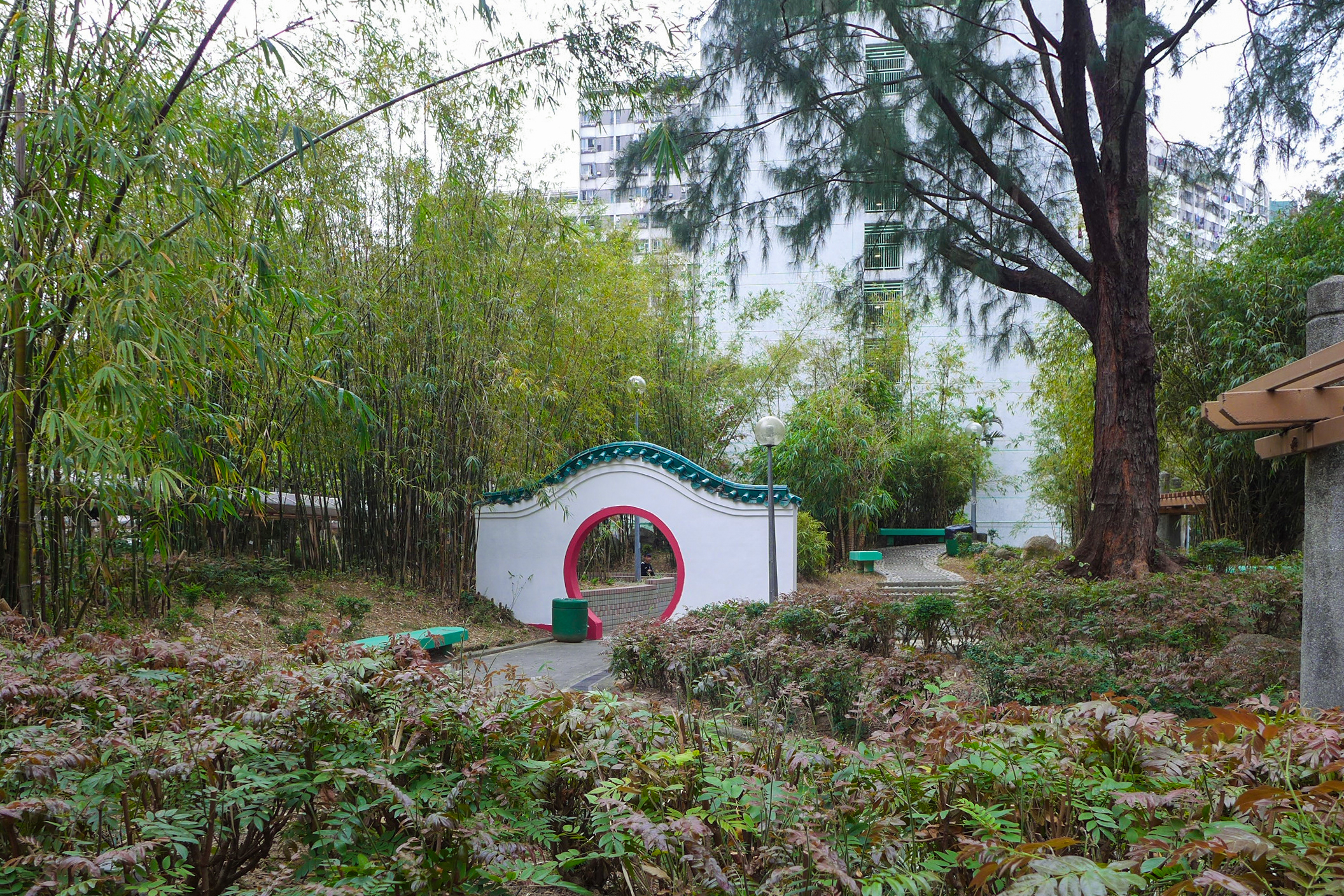
邨內的中式園林
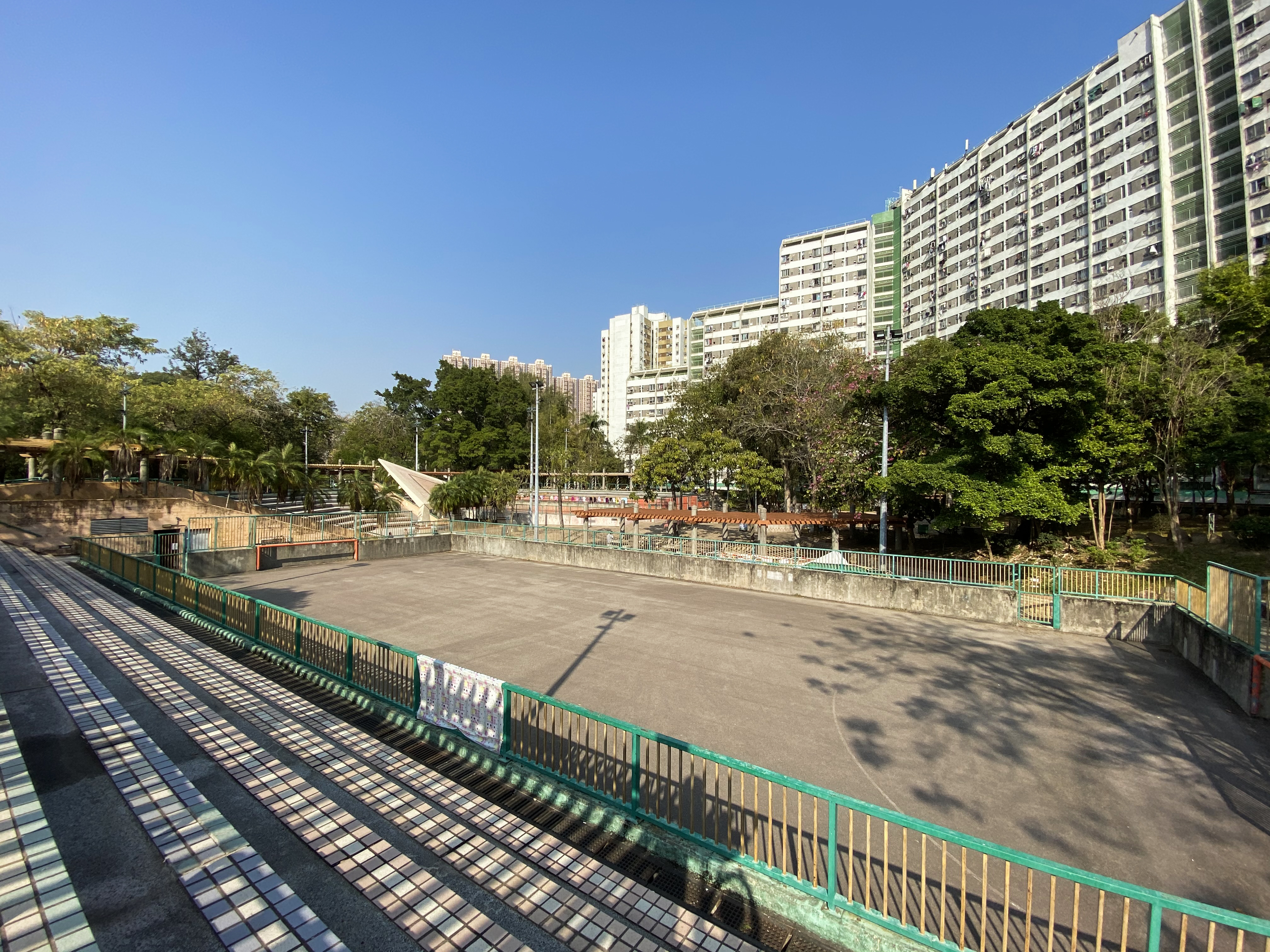
足球場
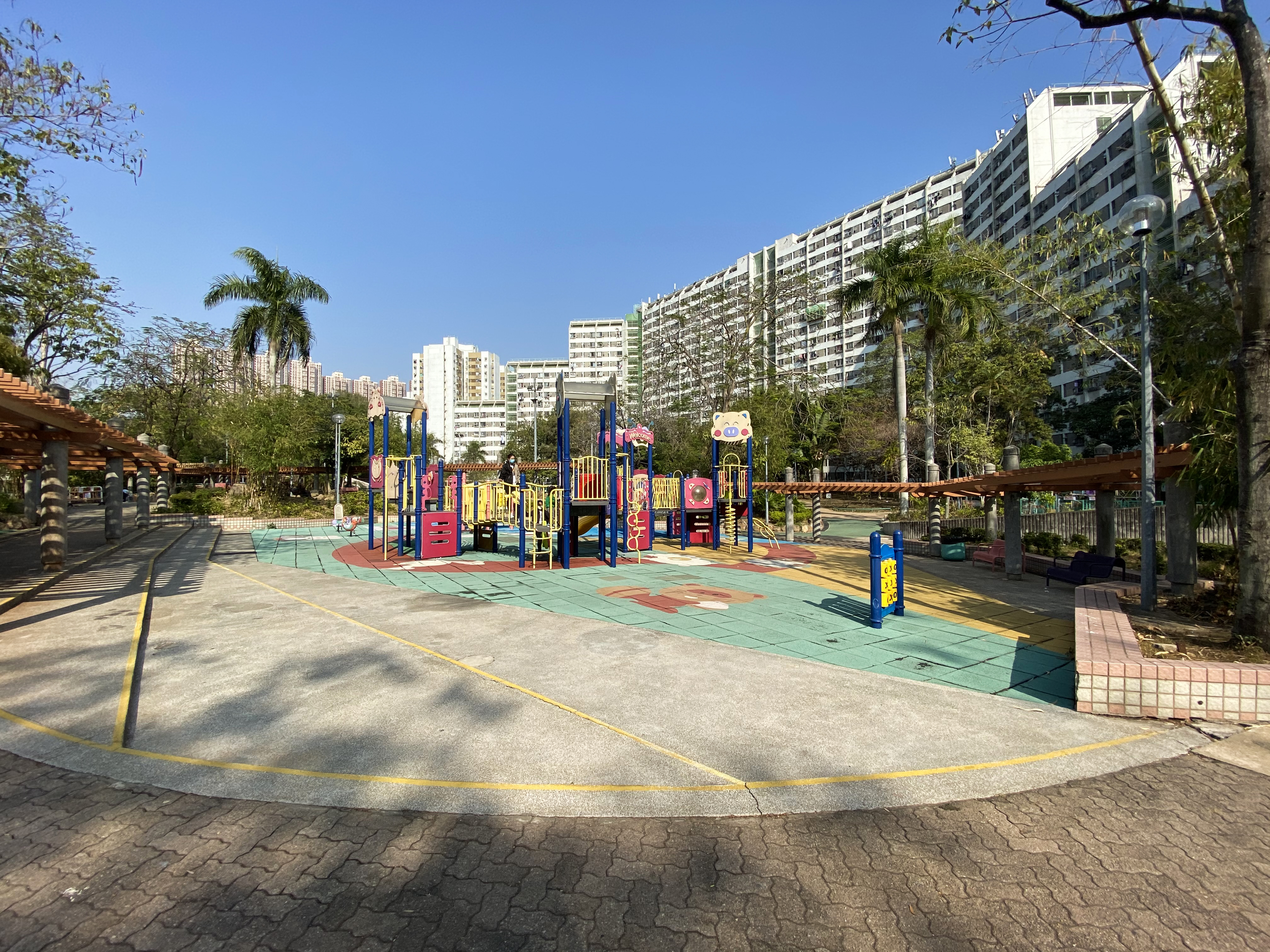
兒童遊樂場
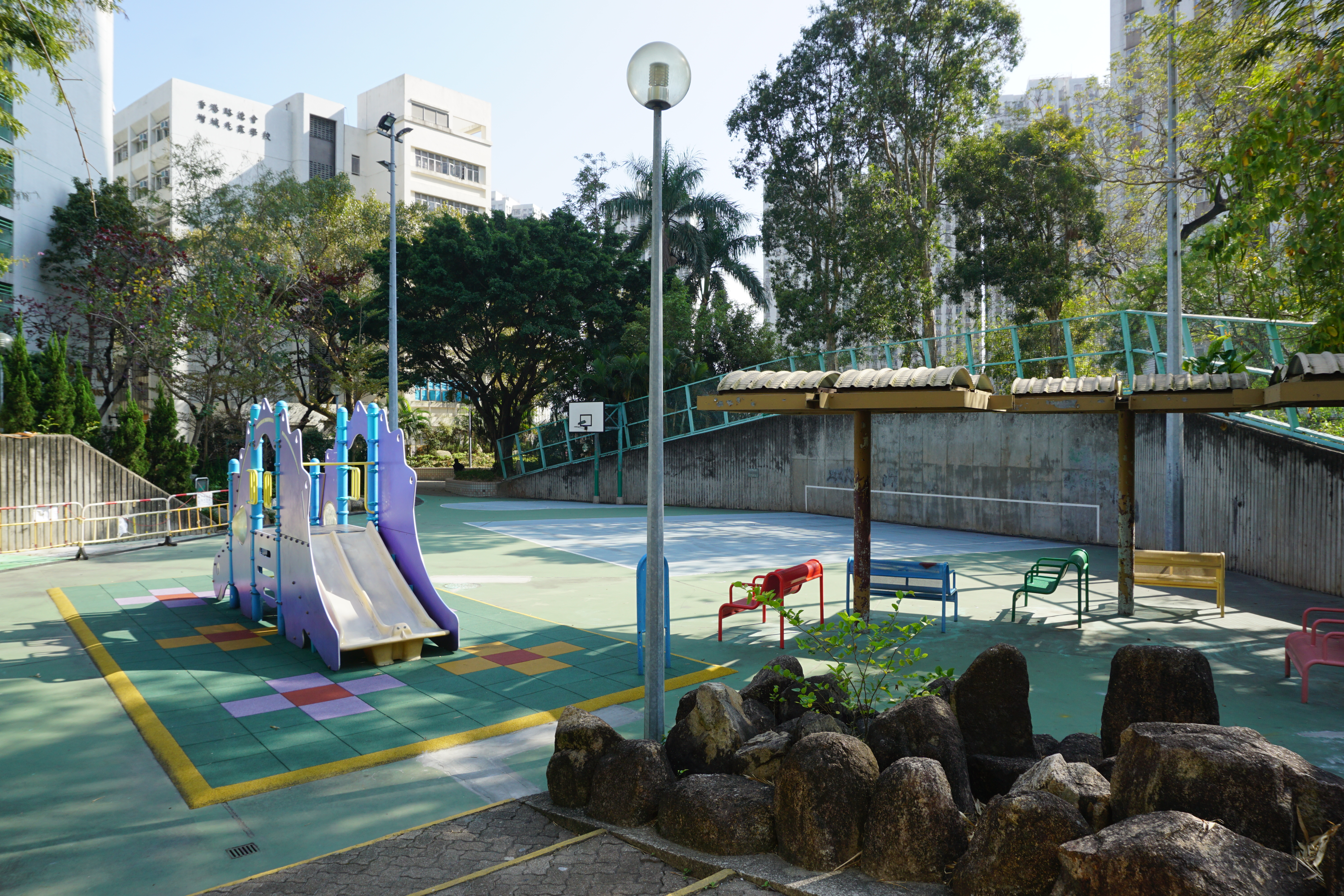
兒童遊樂場後方設半個籃球場
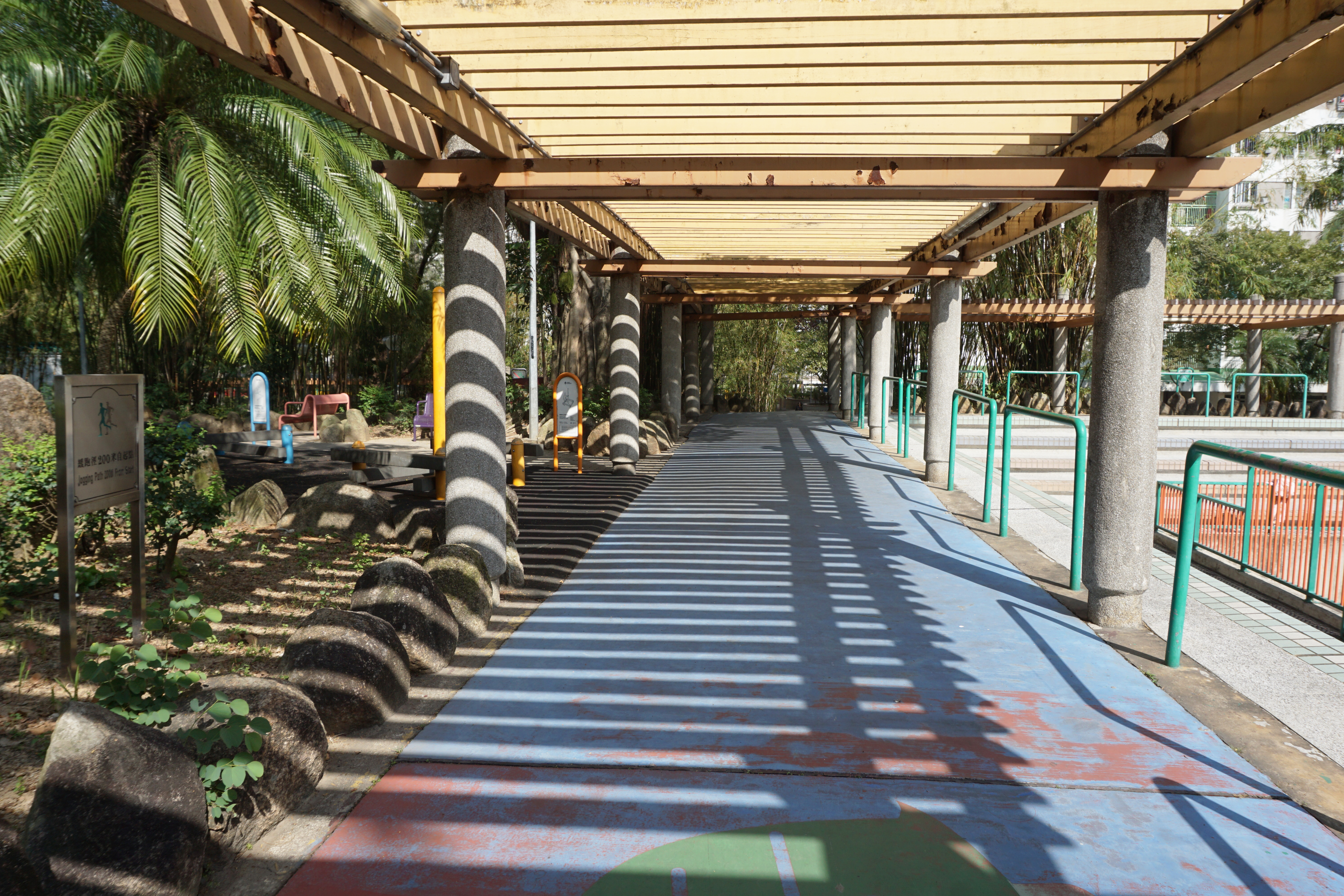
緩跑徑及健體區

### 商場
購物商場（舊稱：蝴蝶邨商業綜合大樓、蝴蝶邨商埸）樓高3層，佔地28,400平方米，於1983年落成，主要為蝴蝶邨、湖景邨及兆山苑居民提供日常需要。
除店舖及食肆外，商場於地下亦設有街市，現名為「蝴蝶街市」。冬菇亭於2016年進行翻新，三檔開業多年的商戶，包括已有35年歷史的發財記、儲財記，以及祥順景因領展要求檔戶須租用整個冬菇亭單位，而被迫結業。

翻新後的蝴蝶鮮活街市

## 學校及社福機構

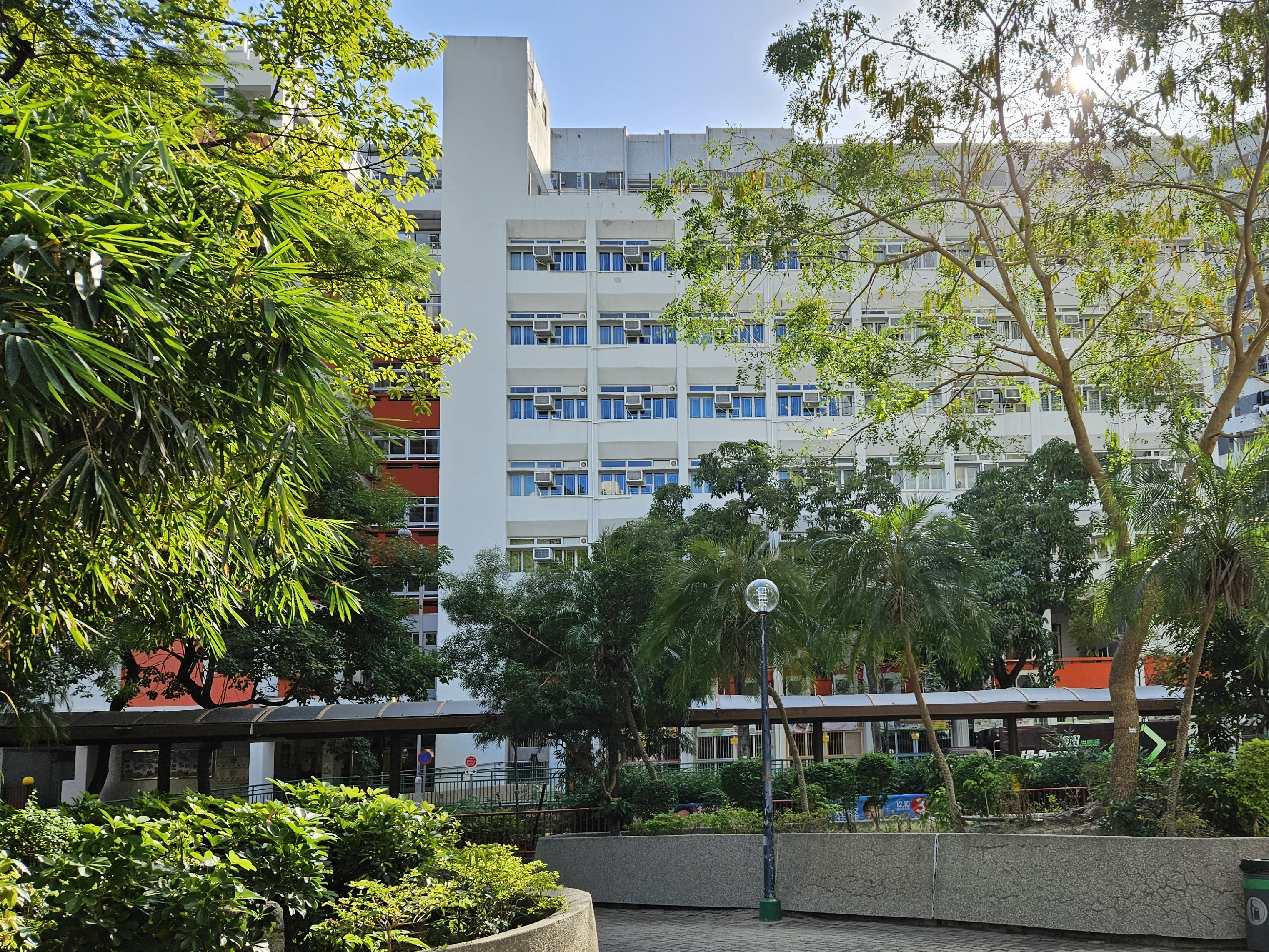
仁德天主教小學

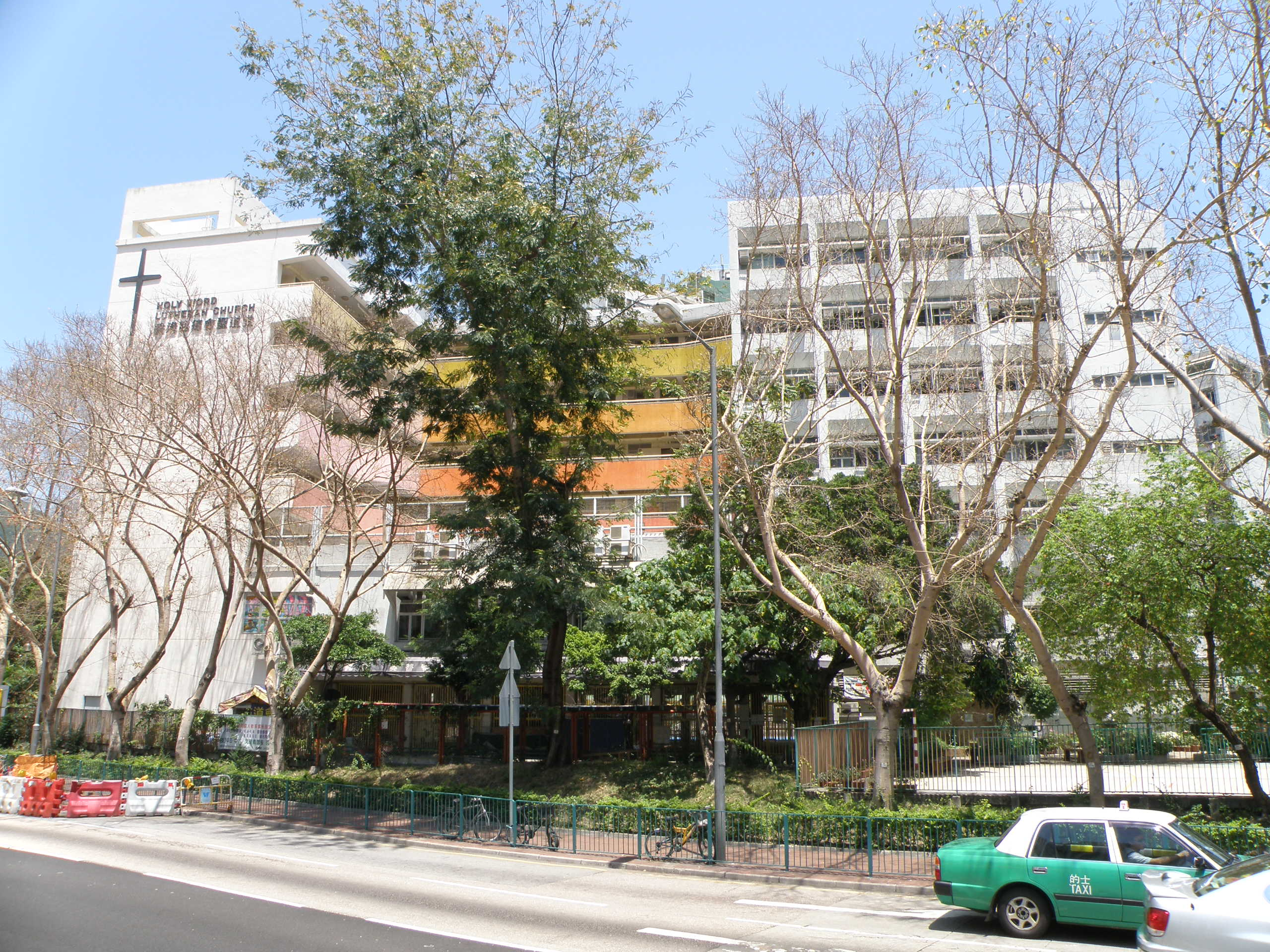
香港路德會增城兆霖學校

### 幼稚園
- 中華基督教會屯門堂何福堂幼稚園（1983年創辦；蝴蝶邨蝶舞樓地下）
- 保良局倪文玲（蝴蝶灣）幼稚園 （1984年創辦；蝴蝶灣蝴蝶社區中心6樓）
- 香港保護兒童會蝴蝶邨幼兒學校 （1985年創辦；蝶舞樓地下124-130號）
- 東華三院田家炳幼兒園 （1986年創辦；蝶翎樓2樓）

### 小學
- 仁德天主教小學（1983年創辦；屯門蝴蝶邨第二期屋邨小學第二校舍）
- 五邑鄒振猷學校（1984年創辦；屯門蝴蝶邨兆山苑屋邨小學第四校舍）
- 香港路德會增城兆霖學校（2005年創辦；蝴蝶邨第三期屋邨小學第五校舍）

### 社福機構
- 美真聚樂社（蝶舞樓地下）
- 蝴蝶之友社（蝶舞樓地下）

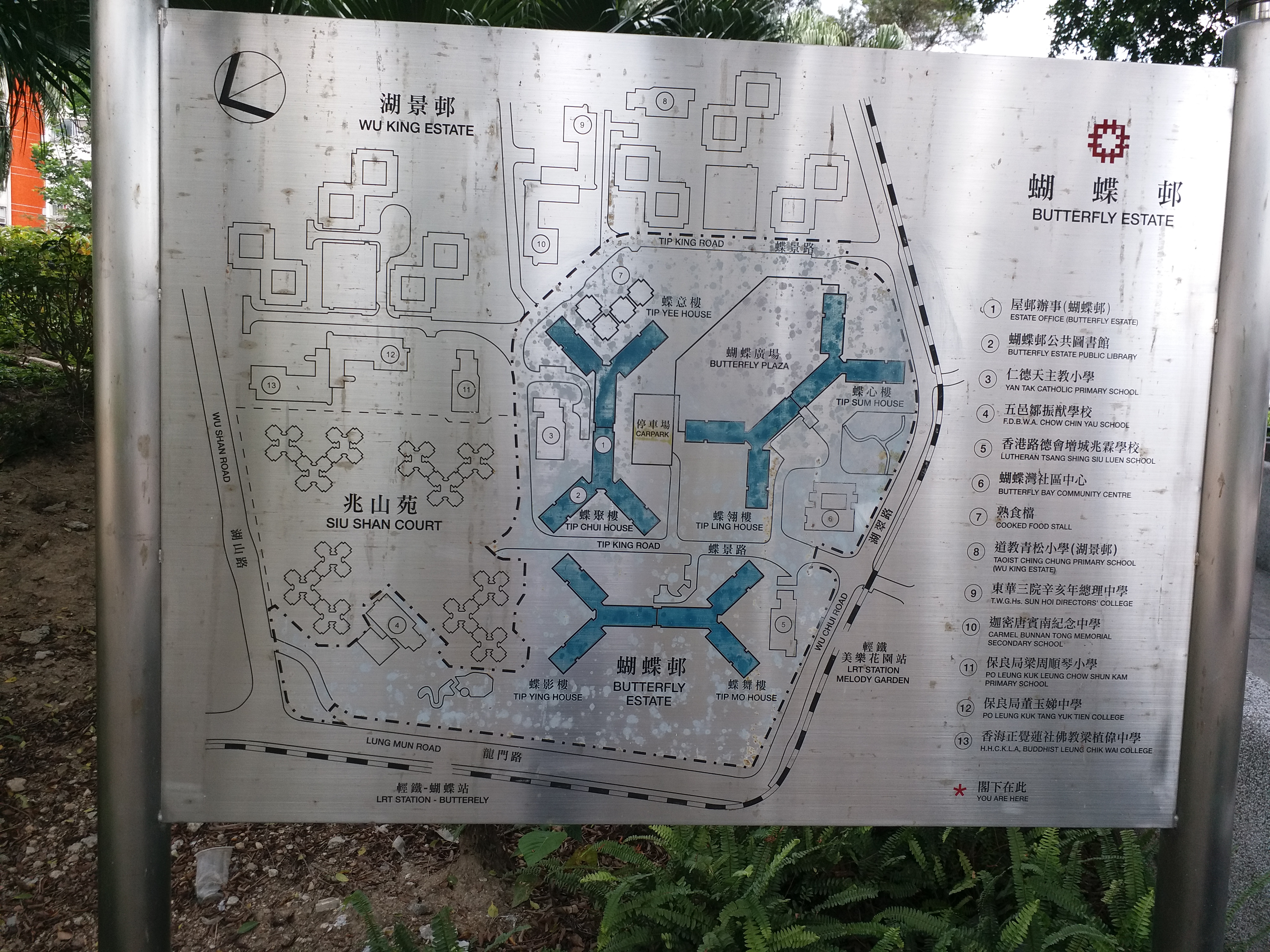
蝴蝶邨地圖，此地圖位於蝴蝶灣社區中心對出（2020年3月）

- 明愛屯門區青少年外展社會工作隊（蝶影樓地下105－107室）
- 鄰舍輔導會輔助就業服務（新界）（蝶影樓地下111-114室）
- 救世軍蝴蝶隊暨社區服務中心 (蝶影樓地下115-118號)
- 香港盲人輔導會 (蝶影樓地下119-122室)
- 屯門婦聯身心美閱覽室 (蝶影樓地下126-130號)
- 仁濟醫院曾榮夫人長者鄰舍中心 (蝶影樓地下131-134號)
- 鄰舍輔導會屯門綜合就業服務中心（蝶意樓地下）
- 香港家庭福利會家福中心 (蝶意樓地下104-106號)
- 香港蘇浙滬同鄉會屯門安老院（蝶心樓223-234室及321-368室）
- 香港基督教女青年會賽馬會蝴蝶灣綜合社會服務處（蝶聚樓地下）
- 美中浸信會蝴蝶灣浸信會長者中心（蝴蝶灣社區中心地下）
- 民政事務總署屯門民政事務處蝴蝶／湖景分處（蝴蝶灣社區中心地下及一樓）
- 博愛醫院吳榮基叔叔幼兒遊戲及藝術薈萃坊 (新界屯門蝴蝶邨蝴蝶灣社區中心1樓107室)
- 香港青年協會青年支援服務計劃 (蝴蝶灣社區中心2樓)
- 博愛醫院李何少芳紀念兒童及家庭發展中心（蝴蝶灣社區中心地下及三樓）
- 東華三院雷詠祥兒童中心 (蝴蝶灣社區中心四樓)
- 互助委員會（六座地下）

已結束營運的設施
- 香海蓮社蝴蝶邨幼稚園：蝶聚樓地下，已停辦，2012年蝴蝶邨公共圖書館重置於該校舍
- 楊智恒議員辦事處：蝶舞樓地下134A室[4][5]

## 屋邨事件

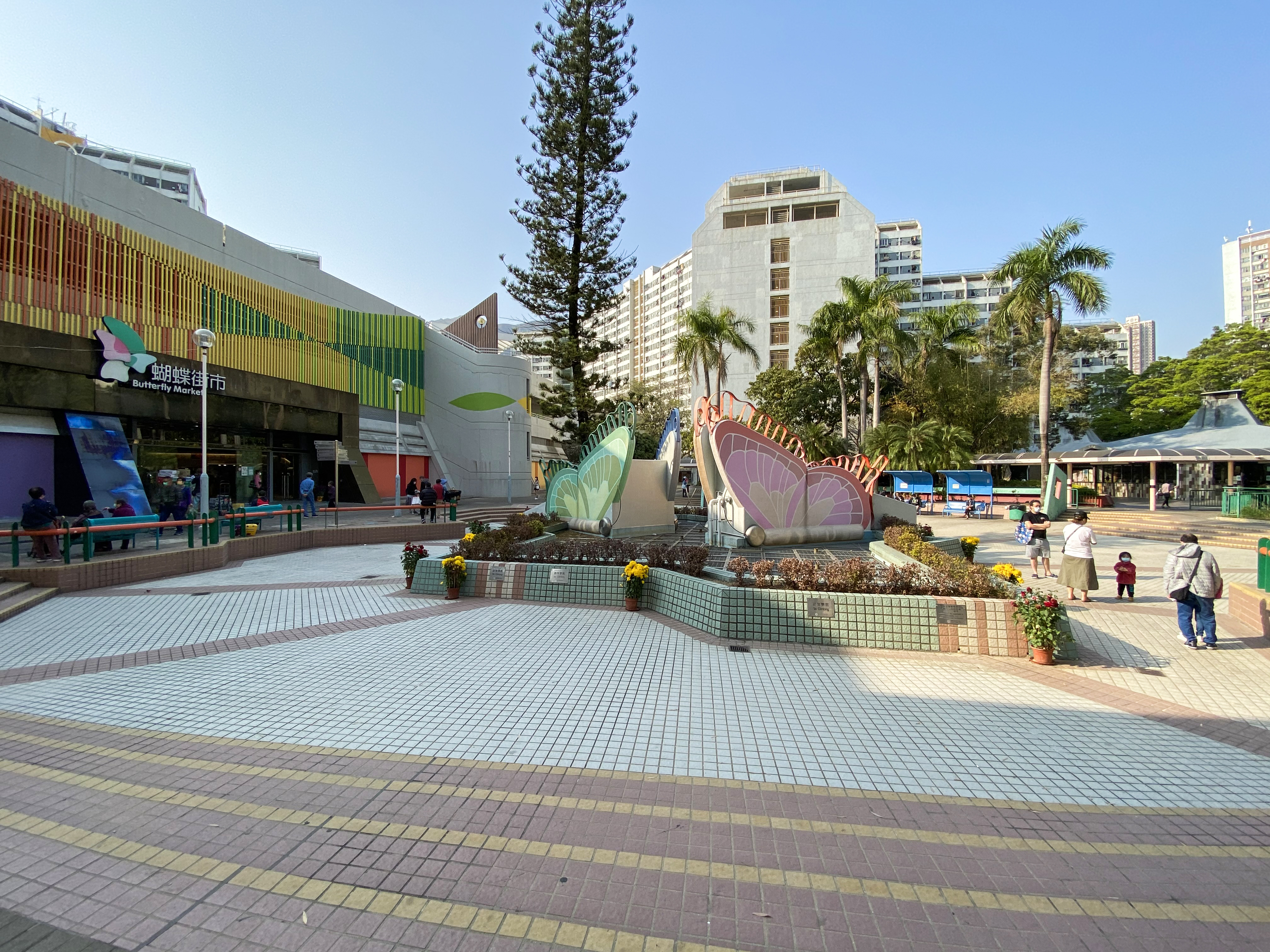
發生意外的噴水池

邨內的噴水池曾於2007年發生小童墮池溺斃意外，之後房屋署停止開放水池，同時在池面鋪設鐵網，防止兒童進入水池範圍嬉戲。

## 所屬選區
蝴蝶邨與毗鄰的兆山苑同屬於屯門區議會下轄的蝴蝶選區，選區自1991年香港區議會選舉設立。由香港民主民生協進會成員楊智恒擔任當區前區議員。在立法會地區直選當中，本邨則屬於新界西（LC4）選區範圍之內。

### 歷屆議員
| 選區名稱 | 屆別                 | 議員     | 政治聯繫 | 政治聯繫           | 議員           | 政治聯繫       | 政治聯繫       |
| -------- | -------------------- | -------- | -------- | ------------------ | -------------- | -------------- | -------------- |
| 屯門西南 | 1982年－1985年       | 曹紹偉   |          | 鄉事派             | 劉南安         |                | 無黨籍         |
| 青山     | 1985年－1988年       | 楊美光   |          | 無黨籍             | 王健康         |                | 新 新社聯      |
| 青山     | 1988年－1991年       | 楊美光   |          | 匯點               | 王健康         |                | 新 新社聯      |
| 蝴蝶     | 1991年－1994年       | 楊美光   |          | 屯門展望社         | 定為單議席選區 | 定為單議席選區 | 定為單議席選區 |
| 蝴蝶     | 1994年－1999年       | 蘇愛群   |          | 新 新社聯 → 民建聯 | 定為單議席選區 | 定為單議席選區 | 定為單議席選區 |
| 蝴蝶     | 2000年－2003年       | 蘇愛群   |          | 民建聯             | 定為單議席選區 | 定為單議席選區 | 定為單議席選區 |
| 蝴蝶     | 2004年－2007年       | 蘇愛群   |          | 民建聯             | 定為單議席選區 | 定為單議席選區 | 定為單議席選區 |
| 蝴蝶     | 2008年－2011年       | 蘇愛群   |          | 民建聯             | 定為單議席選區 | 定為單議席選區 | 定為單議席選區 |
| 蝴蝶     | 2012年－2015年       | 蘇愛群   |          | 民建聯             | 定為單議席選區 | 定為單議席選區 | 定為單議席選區 |
| 蝴蝶     | 2016年－2019年       | 楊智恒   |          | 民協               | 定為單議席選區 | 定為單議席選區 | 定為單議席選區 |
| 蝴蝶     | 2020年－2021年7月8日 | 楊智恒   |          | 民協               | 定為單議席選區 | 定為單議席選區 | 定為單議席選區 |
| 蝴蝶     | 2021年7月9日－2023年 | 議席懸空 | 議席懸空 | 議席懸空           | 定為單議席選區 | 定為單議席選區 | 定為單議席選區 |
| 屯門西   | 2024年－2027年       | 鍾健峰   |          | 民建聯             | 徐帆           |                | 工聯會         |

## 外部連結
- 房委會物業位置及資料 蝴蝶邨 （页面存档备份，存于）